# Howell (Familienname)
Howell ist ein englischer Familienname.

## Namensträger
- A. Brazier Howell (1886–1961), US-amerikanischer Zoologe
- Arthur Holmes Howell (1872–1940), US-amerikanischer Zoologe
- Bailey Howell (* 1937), US-amerikanischer Basketballspieler
- Benjamin Franklin Howell (1844–1933), US-amerikanischer Politiker
- Benjamin Franklin Howell (Paläontologe) (1890–1976), US-amerikanischer Paläontologe
- C. Thomas Howell (* 1966), US-amerikanischer Schauspieler
- Charles Howell (Politiker) (1905–1974), britischer Politiker (Labour Party)
- Charles Howell III (* 1979), US-amerikanischer Golfspieler
- Charles R. Howell (1904–1973), US-amerikanischer Politiker
- Charmaine Howell (* 1975), jamaikanische Leichtathletin
- Dan Howell (* 1991), professioneller britischer Blogger
- Dara Howell (* 1994), kanadische Freestyle-Skisportlerin
- David Howell (Jurist) (1747–1824), US-amerikanischer Jurist und Staatsmann
- David Howell, Baron Howell of Guildford (* 1936), britischer Politiker
- David Howell (Dirigent), japanischer Dirigent
- David Howell (Fußballspieler) (* 1958), englischer Fußballspieler
- David Howell (Golfspieler) (* 1975), englischer Golfspieler
- David Howell (Rugbyspieler) (* 1983), US-amerikanischer Rugbyspieler
- David Howell (Schachspieler) (* 1990), englischer Schachspieler
- Davonte Howell (* 2005), britischer Sprinter (Cayman Islands)
- Denis Howell (Politiker) (1923–1998), britischer Politiker (Labour Party)
- Denis Howell (E-Sportler) (* 1994), deutscher E-Sportler
- Dorothy Howell (1898–1982), englische Komponistin und Pianistin
- Edward Howell (1792–1871), US-amerikanischer Politiker
- Elias Howell (1792–1844), US-amerikanischer Politiker
- Ella Maclean-Howell (* 2004), britische Radrennfahrerin
- Emily Howell Warner (1939–2020), US-amerikanische Pilotin, erste Luftfahrtkapitänin
- Francis Clark Howell (1925–2007), US-amerikanischer Paläoanthropologe
- Gemma Howell (* 1990), britische Judoka
- George Howell (1859–1913), US-amerikanischer Politiker
- George Evan Howell (1905–1980), US-amerikanischer Politiker
- Gerran Howell (* 1991), walisischer Schauspieler
- Hammy Howell (1954–1999), britischer Pianist
- Harry Howell (Henry Vernon Howell; 1932–2019), kanadischer Eishockeyspieler, -trainer, -funktionär und -scout
- Hazel Howell (1898–1965), US-amerikanische Schauspielerin
- Henry E. Howell (Henry Evans Howell, Jr.; 1920–1997), US-amerikanischer Politiker (Demokratische Partei)
- Hoke Howell (1929–1997), US-amerikanischer Schauspieler
- Jack Howell (1899–1967), US-amerikanischer Schwimmer
- James Howell (Historiker) (um 1594–1666), walisischer Historiker und Schriftsteller
- James Howell (Schachspieler) (* 1967), englischer Schachspieler
- James B. Howell (1816–1880), US-amerikanischer Politiker
- Janet Howell (* 1944), US-amerikanische Politikerin
- Jeamirr Howell (Jeamirr Ishem Howell-Brokken, * 1992), niederländischer Fußballspieler
- Jeremiah B. Howell (1771–1822), US-amerikanischer Politiker
- John Howell (1914–1993), britischer Filmarchitekt
- John White Howell (1857–1937), amerikanischer Elektroingenieur
- Joseph Howell (1857–1918), US-amerikanischer Politiker
- Juliette Howell (* 1967), Filmproduzentin
- Justin Howell (Trainer), US-amerikanischer Gymnastiktrainer
- Justin Howell (Stuntman), kanadisch-amerikanischer Stuntman und Schauspieler
- Justin Howell (Footballspieler) (* 1996), kanadischer Canadian-Football-Spieler
- Justin Thomas Howell (* 2000), US-amerikanischer Schauspieler
- Kenneth Michael Howell (* 1958), australischer römisch-katholischer Geistlicher, Bischof von Toowoomba
- Kirby Howell-Baptiste (* 1987), britische Schauspielerin und Autorin
- Kristen Howell (* 2006), Fußballspieler der Turks- und Caicosinseln
- Leonard P. Howell (1898–1981), jamaikanischer Vertreter der Rastafari-Religion
- Makini Howell, US-amerikanische Köchin
- Maria Howell, US-amerikanische Schauspielerin
- Matilda Howell (1859–1939), US-amerikanische Bogenschützin
- Max Howell (1927–2014), australischer Rugby-Union-Spieler
- Maxwell L. Howell (1927–2014), australischer Rugbyspieler, Sporthistoriker, Sportwissenschaftler, Physiologe
- Michael E. Howell (* 1933), britischer Diplomat
- Nathaniel W. Howell (1770–1851), US-amerikanischer Politiker
- Peg Leg Howell (1888–1966), US-amerikanischer Bluesmusiker
- Rab Howell (1867–1937), englischer Fußballspieler
- Richard Howell (Gouverneur) (1754–1802), amerikanischer Politiker
- Richard Howell (Schwimmer) (1903–1967), US-amerikanischer Schwimmer
- Richard Howell (Musiker) (* 1953), amerikanischer Jazzmusiker
- Robert B. Howell  (1864–1933), US-amerikanischer Politiker
- Sam Howell (* 2000), US-amerikanischer American-Football-Spieler
- Shanayah Howell (* 1999), arubanische Radrennfahrerin
- Thomas Howell (Bischof) (1588–1650), englischer Bischof
- Thomas Howell (Curler) (1588–1650), US-amerikanischer Curler
- Thomas Raymond Howell (1924–2004), US-amerikanischer Ornithologe
- Walter Howell (* 1929), australischer Ruderer
- Ward Howell (1910–1980), US-amerikanischer Unternehmensberater
- William Henry Howell (1860–1945), US-amerikanischer Physiologe, Hämostaseologe und Pionier der Heparineinführung
- William Thompson Howell (1810–1870), US-amerikanischer Jurist und Politiker
- Yvonne Howell (1905–2010), US-amerikanische Schauspielerin